# 王曼喜
王曼喜（英語：Kayla Wong Man Hei，1992年7月18日—），香港女模特兒，是藝人王敏德與名模馬詩慧之長女。於美國大學畢業。於2014年被傳媒拍到與外籍女性朋友當街親吻，其後就公開「出櫃」承認自己是雙性戀。她坦言與男生親密行為時沒甚感覺，認定自己喜歡女生。2020年9月，王曼喜宣佈與女友Elaine訂婚。

## 外部連結
- 王曼喜的Instagram帳戶